# Orlek
Orlek je naselje v Občini Sežana, ter tudi del krajevne skupnosti (KS) Sežana.